# Angela Gheorghiu
Angela Gheorghiu (Adjud, 7 de setembro de 1965) é um soprano romeno.

## Biografia

### Juventude e carreira inicial
Tendo por nome de solteira Angela Burlacu, nasceu na vila de Adjud, filha de um motorista de trem que demonstrava interesse por música clássica. Assistindo a programas de televisão sobre música erudita, apresentados por Leonard Bernstein, ela e a irmã, Elena, se interessaram desde cedo pelo canto, tornando-se pequenas celebridades em sua cidade natal.
Aos 14 anos, foi encaminhada ao Liceu George Enescu, em Bucareste, para aprimorar seus talentos, onde se tornou aluna de Mia Barbu - de quem disse "ser sua única professora" -, que tentou fazê-la entrar nas aulas de canto clássico, que só admitiam alunos a partir de 16 anos. Assim, Gheorghiu teve de estudar por dois anos em classes de música popular.
Depois desse período, foi para a Academia de Música da capital e lá se graduou aos 23 anos. Sua estréia profissional teve lugar em 1990, como a Mimì de La Bohème, na Ópera de Cluj. Após a queda do regime de Nicolae Ceausescu, Gheorghiu pôde desenvolver sua carreira internacional, aparecendo em concertos televisivos em Amsterdã e fazendo audições no Covent Garden, onde foi convidada a debutar em La Bohème. A soprano, porém, preferiu algo mais singelo, e assim debutou em 1992 como Zerlina, de Don Giovanni. De todo modo, causou excelente impressão, e seguiram-se participações na Wiener Staatsoper em 1992 (Adina, L'Elisir d'Amore), e no Metropolitan Opera de Nova York em 1993 (Mimì).
Em 1994, fez testes com Georg Solti para uma nova produção de La Traviata. Supõe-se que, após ouvi-la, o regente disse: "I was in tears. I had to go out. The girl is wonderful. She can do anything!" ("Eu caí em lágrimas. Precisava sair dali. Essa moça é maravilhosa. Ela pode fazer qualquer coisa!"). De fato, do dia para noite, sua primeira Violetta catapultou Gheorghiu para a fama.
Em 1996, Angela Gheorghiu casou-se com o tenor francês Roberto Alagna. Desde então, os dois formam um dos mais famosos casais da ópera, cantando diversas vezes juntos tanto nos palcos quanto em estúdios.

## Características
Conhecida pela beleza particular da sua voz e pelas suas atuações intensas e profundas, Gheorghiu tem grande afinidade com as óperas de Verdi e Puccini, além das da escola verista. Por outro lado, devido à sua excepcional musicalidade, tornou-se igualmente conhecida como  intérprete do repertório francês. Patriota convicta, como demonstram várias de suas entrevistas, dedica-se igualmente com bastante ênfase a divulgar a música da Romênia, interpretando e gravando árias sacras, canções e mesmo árias operísticas de seu país natal.
Soprano lírico-dramático com uma grande extensão e uma voz colorida e escura, Gheorghiu é capaz de cantar papéis para soprano spinto. Já gravou a Leonora de Il Trovatore, de Verdi, e a Tosca, de Puccini para a EMI. Com relação a este último papel, participou ao lado de Alagna na versão cinematográfica dirigida pelo francês Benoît Jacquot em 2001, e teve também, uma fantástica apresentação deste papel em 2006, no Covent Garden de Londres.

## Vida pessoal
Angela Gheorghiu casou-se, enquanto ainda estudante, com o engenheiro hidráulico Andre Gheorghiu, de quem emprestou o sobrenome, já que vinha de uma família de longa tradição musical.
Em 1992, Gheorghiu conheceu seu futuro marido, Alagna, cantando com ele La Bohème na Wiener Staatsoper. Desde o primeiro instante, segundo o esposo, sentiram-se apaixonados, mas ambos eram casados, e só vieram a se casar em 1996, após a morte da esposa de Alagna devido a um câncer de cérebro e ao divórcio de Gheorghiu. A cerimônia ocorreu em Nova York com a presença do prefeito Rudolph Giuliani.
Gheorghiu têm duas filhas adotivas: Ornella, filha de Alagna com sua primeira mulher, que vive em Paris; e Uana, que vive em Londres e é sua sobrinha, filha de sua irmã Elena, que morreu em um acidente de carro em 1996
Notória pelas suas exigências e pela resistência contra produções que modernizam a ação ou o enredo de óperas, a soprano se envolveu em uma série de escândalos devido a cancelamentos e desentendimentos em produções de que participaria. Em 2003, abandonou uma La Traviata em Madri por discordar da interpretação, que considerava "vulgar". Em 2007, foi demitida da Lyric Opera of Chicago por faltar ensaios enquanto viajava a Nova York.
Tais eventos, somado ao comportamento supostamente imperioso do casal, renderam a ela e ao marido Roberto Alagna especial cobertura pela mídia, que lhe atribuiu vários apelidos: La Draculette, Bonnie & Clyde, Ceausescus. Sobre seu comportamento exigente e voluntarioso, Angela Gheorghiu disse em entrevista:

"Porque eu cresci em um país onde não havia nenhuma possibilidade de ter uma opinião, isso me fez mais forte agora. Muitos cantores têm medo de não serem convidados novamente para uma casa de ópera se eles se impuserem. Mas eu tenho a coragem de ser, de certa forma, revolucionária. Eu quero lutar pela ópera, pois ela deve ser levada a sério. Música pop é para o corpo, mas ópera é para a alma."
De todo modo, trata-se de uma intérprete bastante cuidadosa com sua voz, que constrói sua carreira lentamente, concentrando-se nos papéis com os quais ela possui maior afinidade vocal e interpretativa. Entre eles, destacam-se Violetta (La Traviata), Mimì (La Bohème), Magda (La rondine), Adina (L'Elisir d'Amore) e Julieta (Romeu e Julieta). Em 2003, acrescentou ao seu repetório a Nedda de I Pagliacci e a Marguerite do Fauste de Gounod.
Encarnando o modelo da diva à moda antiga, Gheorghiu é paradoxalmente uma estrela da ópera bastante moderna. Já realizou diversos álbuns e gravações completas e aparece freqüentemente na TV e em concertos para centenas de pessoas. Seu primeiro grande sucesso, a La Traviata de Solti, chegou a ser assistido por mais de um milhão de pessoas na Grã-Bretanha.

## Repertório
Lista não-exaustiva do repertório de Angela Gheorghiu.
| Compositor              | Papel      | Ópera                 |
| ----------------------- | ---------- | --------------------- |
| Georges Bizet           | Micaëla    | Carmen                |
| Vladimir Cosma          | Fanny      | Marius et Fanny       |
| Gaetano Donizetti       | Adina      | L'Elisir d'Amore      |
| Charles Gounod          | Marguerite | Fausto                |
| Charles Gounod          | Julieta    | Romeu e Julieta       |
| Ruggero Leoncavallo     | Nedda      | I Pagliacci           |
| Pietro Mascagni         | Suzel      | L'Amico Fritz         |
| Wolfgang Amadeus Mozart | Zerlina    | Don Giovanni          |
| Jacques Offenbach       | Antonia    | Les Contes d'Hoffmann |
| Giacomo Puccini         | Mimì       | La Bohème             |
| Giacomo Puccini         | Musette    | La Rondine            |
| Giacomo Puccini         | Tosca      | Tosca                 |
| Giacomo Puccini         | Liù        | Turandot              |
| Giuseppe Verdi          | Violetta   | La Traviata           |
| Giuseppe Verdi          | Amelia     | Simon Boccanegra      |

## Gravações
Alguma das gravações particularmente famosas de Angela Gheorghiu são:
- Verdi, La Traviata. Com Leo Nucci, Frank Lopardo. Regência de Georg Solti. Convent Garden, 1995.
- Gounod, Romeu e Julieta. Com Roberto Alagna, Jose Van Dam, e Doris Lamprecht. Regência de Michel Plasson. Orchestre National du capitole de Toulouse, 1998.
- Puccini, La Bohème. Com Roberto Alagna, Elizabeth Scano. Regência de Riccardo Chailly. La Scala, 1999.
- Massenet, Werther. Com Roberto Alagna e Thomas Hampson. Regência de Antonio Pappano. London Symphony Orchestra, 1999.